# François Clouet

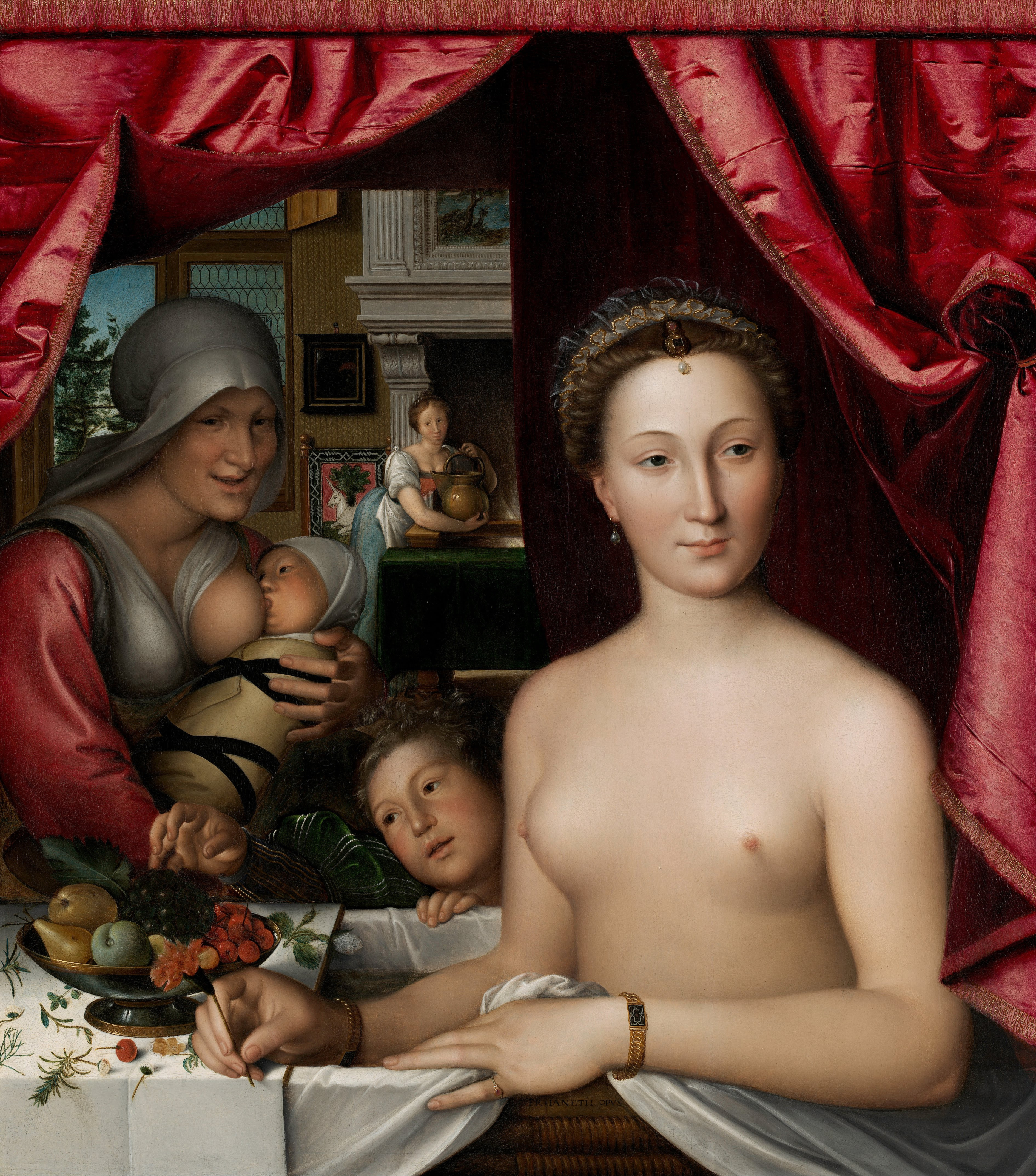
Dame im Bad (circa 1571)

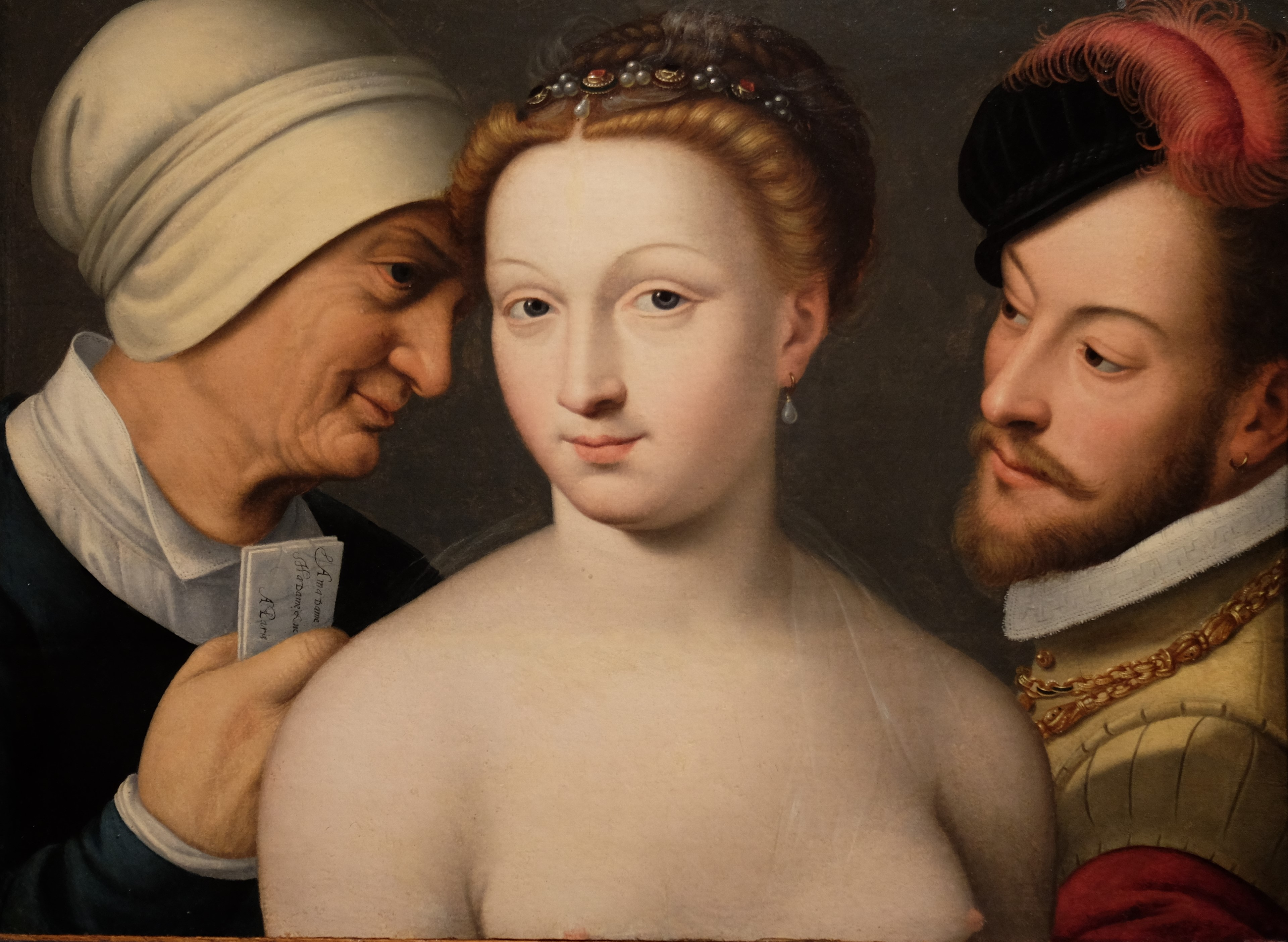
La carta amorosa (um 1570)

François Clouet (* 1510 in Tours; † 22. September 1572 in Paris; auch François Janet) war ein französischer Maler.

## Leben
Clouets Vater, der niederländische Maler Jean Clouet, ließ sich in Tours und später in Paris nieder. Jean Clouet wurde nach seinem Vornamen Janet (eigentlich Jehannet) genannt. „Janet“ war daher auch als Nachname für seinen Sohn in Gebrauch, was zu Verwirrungen führte.
Francois Clouet erhielt 1541 das französische Bürgerrecht und war Hofmaler Franz I., Heinrichs II. und Karls IX.

## Stil
Clouets Gemälde tragen deutlich die Spur seiner niederländischen Abkunft an sich; sie sind sehr fein ausgeführt, mit vorherrschend silbergrauem Ton, der die Modellierung des Fleisches etwas flach erscheinen lässt. Mit Holbein, dem seine Bilder häufig zugeschrieben werden, kann er sich nicht messen. Clouet zählt zu den Malern der Zweiten Schule von Fontainebleau.

## Werke
Zu seinen Hauptwerken gehört das lebensgroße und ganzfigurige Bildnis Karls IX. im Wiener Belvedere. Der Louvre in Paris besitzt die Bildnisse Karls IX. und Elisabeths von Österreich. Eine Sammlung von 88 mit schwarzer und roter Kreide gezeichneten Bildnissen von Mitgliedern des französischen Hofes befindet sich in Howard Castle.
Die Arbeit Dame im Bad ist als die Darstellung von Diane de Poitiers identifiziert worden, aber sie ähnelt wahrscheinlicher Marie Touchet, der Mätresse Karls IX. Mehrere Zeichnungen, größtenteils im Musée Condé, werden ihm ebenso zugeschrieben.
Einige seiner Werke befanden sich 1889 in folgenden Galerien (Anmerkung: der heutige Aufenthaltsort kann abweichen):
Louvre, Paris
- Franz I. von Frankreich (1540)
- Elisabeth von Österreich, Königin von Frankreich (1571)
- Pierre Quthe (1562)
- Claude de Beaune
- Franz von Lothringern
- Francois Hercule de France
- Louis de Saint-Gelais
- Pierre Forget

Weitere Museen
- König Karl IX. von Frankreich (1561). Kunsthistorisches Museum, Wien
- Das Bad der Diana. Musée des beaux-arts de Rouen, Rouen
- La carta amorosa (um 1570). Museo Thyssen-Bornemisza, Madrid
- Diane de Poitiers (1571). National Gallery of Art, Washington, D.C.
- Henry II. Palazzo Pitti, Galleria Palatina, Florenz